# Kouk Ballangk
Kouk Ballangk é uma comuna do distrito de Mongkol Borei na província de Banteay Meanchey, Camboja.

## Aldeias
- Kouk Ballangk
- Ta An
- Pralay Chrey
- Cheung Chab
- Phat Sanday
- Char Thmei
- Ph'av Thmei
- Ta Sal